# André Baeyens
André Baeyens (Erondegem, 29 september 1946) is een Belgisch voormalig boogschutter.

## Levensloop
Baeyens nam deel aan de Olympische Zomerspelen van 1972 te München. Hij behaalde er een 18e plaats. 